# Luigi Russolo

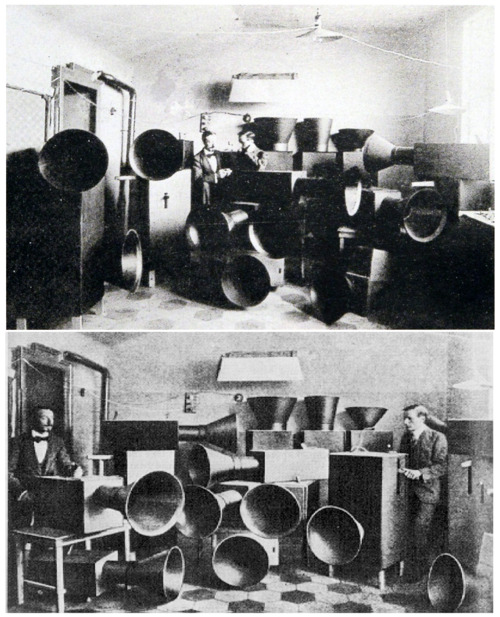
Luigi Russolo, intonarumori (1920)

Luigi Russolo (ur. 30 kwietnia 1885 w Portogruaro, zm. 4 lutego 1947 w Cerro di Laveno) – włoski malarz i kompozytor, jeden z głównych reprezentantów futuryzmu.
Uprawiał malarstwo, scenografię, muzykę. Niektóre z jego obrazów mają wyraźną konotację polityczną. Chodziło jednak bardziej o formę niż o politykę. Malował również siebie samego jako kompozytora piszącego utwór muzyczny.

## Życiorys
Russolo urodził się w Portogruaro, w regionie Veneto. Był synem organisty z miejscowego kościoła. Jego brat Antonio również był muzykiem.
W 1901 roku przeniósł się do Mediolanu. Brał udział w restauracji Ostatniej Wieczerzy w Santa Maria delle Grazie.
Po opublikowaniu Manifestu futuryzmu poznał Filippa Tommasa Marinettiego. Był jednym ze współautorów Manifestu malarzy futurystycznych (ogłoszonego 8 marca 1910).
11 marca 1913 wydał swój traktat L'Arte dei rumori (Sztuka hałasu). Był jednym z pierwszych teoretyków muzyki elektronicznej. Luigi wynalazł akustyczne generatory hałasu, które pozwalały tworzyć i kontrolować dynamikę i wysokość tonu kilku rodzajów hałasów. Większość z jego pierwotnych intonarumori nie przetrwała II wojny światowej.
W latach 1941–1942 powrócił do malarstwa – w nowym stylu, zdefiniowanym jako „klasyczny modernizm”.
Zmarł w Cerro di Laveno (w prowincji Varese) w 1947.
Aby uczcić pamięć o futuryście i kompozytorze, fundacja The Russolo-Pratella organizuje we Włoszech coroczny konkurs muzyki elektroakustycznej. Nagroda Electro-Acoustic jest jedną z najbardziej prestiżowych w tej dziedzinie muzyki.

## Wybrane dzieła
- Plastyczny obraz poruszającej się kobiety (1911)
- Autoportret (1912)
- Samochód wyścigowy (1913)
- Przenikanie się: domy + światło + niebo (1913)